# Ill Niño
Ill Niño (stylisé ill niño) est un groupe de nu metal américain, originaire du New Jersey. Les membres du groupe sont originaires de pays latino-américains incluant Pérou, Guatemala, Venezuela, Brésil, Mexique, et République dominicaine. Le nom du groupe vient des mots Ill, pour « malade » en anglais, et Niño pour « enfant » en espagnol. El Niño est par ailleurs le nom d'un phénomène climatique saisonnier au large du Pérou et de l'Equateur.

## Biographie

### Débuts (1998-2002)
Ill Niño prend forme lorsque le batteur Dave Chavarri effectue une tournée au sein de Soulfly en 2000. Il est séduit par cette expérience et à la fin de la tournée, il contacte Marc et Jardel pour leur proposer de fonder un groupe de heavy nu metal mélodique. Ces deux derniers acceptent. Après quelques recherches, ils choisirent un Brésilien d’origine, Machado, en tant que frontman. Ils complètent le groupe par l’arrivée du bassiste Lazaro Pina et du percussionniste Roger Vasquez. Sur le premier EP, le groupe s'appelait El Niño, avant de changer, à cause d'un groupe qui portait déjà ce nom. Ill est un mot pour « malade » en anglais, et Niño pour « enfant » en espagnol.
Machado participe à la chanson One incluse dans l'album homonyme de Soulfly publié en 2002. Ils prennent également part à l'Ozzfest en 2002, et à une tournée en co-tête d'affiche avec Raging Speedhorn et Pitchshifter en octobre 2002. Le groupe tourne alors massivement, notamment en compagnie de Kittie, Snapcase ou encore Soulfly. Il signe ensuite un contrat avec une maison d’édition, et le non moins connu label Roadrunner Records. En juillet 2001, Ill Nino sort son premier album, Revolution Revolución. Ill Niño sait réaliser un album aussi inattendu et accrocheur que dévastateur, selon la presse spécialisée.

### ConfessionetOne Nation Underground(2003-2007)
En 2003, ils sortent leur deuxième album, Confession. Ce dernier opus du groupe est toutefois beaucoup plus lisse, plus mélodique et moins percutant. Les passages anglais-espagnols se font plus rares. Un album qui vise un public plus large, et qui est confirmé dans son succès par la présence du single How Can I Live sur la bande originale du film Freddy vs. Jason.
En 2005, avec l'album suivant, One Nation Underground, Ill Nino revient à un son plus brut et latin dans la veine du premier disque, un contrepied à leur label, qui souhaitait voir le groupe continuer dans un metal plus accessible ; il fait participer Jamey Jasta du groupe Hatebreed sur le morceau Turns to Gray,,. En 2006, le manque d'intérêt de Roadrunner au profit des groupes maison — Slipknot, Stone Sour, Chimaira — pousse Ill Nino à partir du label emblématique vers un autre indépendant et plus humble, Cement Shoes Records. Avec ce dernier, il retrouve une carte blanche artistique, et livre dans la foulée un EP ultra limité, The Undercover Session, contenant deux inédits et trois reprises, dont le morceau Zombie Eaters de Faith No More qui fait participer Chino Moreno du groupe Deftones.

### Enigma(2008-2009)
Il faudra toutefois attendre 2008 pour que Ill Niño sorte son premier album sous son nouveau label Enigma aux accents beaucoup plus hispaniques et au son plus éclectique.
En 2009, Cement Shoes Records est clairement englué dans des problèmes financiers. En plus de n'avoir assuré aucune vraie promotion à l'album Enigma, le label n'est jamais parvenu à éditer les deux vidéo-clips que le groupe avait tourné pour cet album (Pieces of Sun et Me gusta la soledad). Face à un bilan catastrophique, Ill Nino décide en mars 2009 de plier bagage et d'aller voir ailleurs.

### Dead New WorldetEpidemia(2010-2013)
Après une année d'inactivité, le groupe décide de s'auto-produire par le biais de la maison de production Soundwars Studios fondé par Chistian Machado et Laz Pina. Il signe alors un contrat pour la distribution de leurs albums avec Victory Records pour les États-Unis et AFM Records pour l'Europe. Quelques semaines plus tard, le groupe diffuse une première démo sur le net : Scarred (My Prison). Ce single annonce la sortie du cinquième album studio du groupe, qui s'intitule Dead New World, et qui est sorti le 29 octobre 2010.
Deux ans plus tard, le groupe récidive avec Epidemia. Le premier single est La epidemia en featuring avec Frankie Palmerie du groupe Emmure. Il faut attendre près d'un an, soit le 30 septembre 2013, pour voir apparaitre un second single Forget Me Father et donc un nouveau clip. Le groupe profite de la sortie de ce dernier pour officialiser le départ de leur percussionniste Daniel Couto (qui avait rejoint le groupe en 2002), remplacé par Oscar Santiago.

### Till Death, La Familia(depuis 2014)
À l'été 2014 sort la nouvelle production, et septième album du groupe, Till Death, La Familia qui diffuse deux clips dans la foulée, Live Like there's No Tomorrow, et 'I'm Not the Enemy'. Un an plus tard, c'est le clip Blood Is Thicker Than Water qui est mis en ligne.
Par la suite, le groupe se concentre essentiellement sur la scène plutôt que l'enregistrement. Si aucun nouveau titre n'arrive, Ill Nino se lance tous les ans dans des tournées importantes autour du monde : en 2016 il célèbre les 15 ans de l'album Revolution/Revolucion via une tournée spéciale et il est en 2017 l'une des affiches du Hellfest.
L'année 2018 se révèle toutefois anormalement calme.

### Depuis 2019: séparation, renouveau et bataille judiciaire
Après une année de stand-by, le groupe communique enfin le 18 janvier 2019 par l'intermédiaire des réseaux sociaux : il annonce un nouveau single "sangre" mais surtout un tout nouveau line-up où seuls Laz Pina et Dave Chavarri font office d'anciens avec, à leurs côtés, le percussionniste Daniel Couto qui revient après avoir quitté le groupe une première fois en 2013. Pour le reste, deux nouveaux guitaristes rejoignent la formation : Jes DeHoyos et Sal Dominguez ainsi que Marcos Leal en tant que nouveau chanteur de la formation.

Mais en réponse le 19 janvier 2019, Christian Machado, l'ancien chanteur, ainsi que les deux anciens guitaristes Ahrue Luster et Diego Verduzco diffusent sur plusieurs sites spécialisés et réseaux sociaux un communiqué qui indique qu'ils n'ont en réalité jamais quitté le groupe.

Dans la foulée, une bataille judiciaire est annoncée afin de récupérer le nom du groupe. Celui-ci avait été déposé et protégé sous l'égide d'une société par l'ensemble du groupe le 6 novembre 2018 mais Laz Pina semble avoir cédé l'ensemble de ses actifs afin que Dave Chavarri revendique l'unique propriété du groupe.
Le dénouement intervient finalement le 27 mars 2020, un communiqué indique que les protagonistes ont finalement trouvé un arrangement à l'amiable.
Christian Machado, Ahrue Luster et Diego Verduzco quittent donc officiellement le groupe, qui entame officiellement une nouvelle carrière via un line-up largement remanié et qui en profite pour dévoiler le clip de "sangre".
Le second single "mascara" est dévoilé en décembre 2020.
Alors qu'aucun nouvel n'est sorti, le groupe connaît des changements de line-up les années suivantes:
En 2021, l'ancien guitariste, Marc Rizzo revient dans le groupe .
En septembre 2024, Marc Leal quitte le groupe et fonde dans la foulée Swim the current, un groupe de cow-boy/metal,.

## Style musical
Ill Niño offre un mélange de nu metal mêlé à des rythmes latinos. On y retrouve aussi des paroles tantôt anglaises tantôt espagnoles. Le groupe adore jouer sur les changements de rythme au sein de ses chansons. Paroles hurlées puis claires, passages rageurs puis guitares flamenco.

## Formation

### Membres actuels
- Tommy Vext - chant (depuis 2024; en tournées)
- Sal Dominguez - guitare (depuis 2019)
- Jes De Hoyos - guitare (2019-2021, depuis 2024)
- Lazaro Piña - basse (depuis 1999)
- Dave Chavarri - batterie (depuis 1998)
- Daniel Couto - percussions (2003-2013, depuis 2019)
- Miggy Sanchez - percussions, chœurs (depuis 2022)

### Anciens membres
- Jorge Rosado - chant (1998-1999)
- Cristián Machado - chant (1999-2019), basse (1998-1999)
- Marc Rizzo - guitare (1998-2003, 2021-2024)
- Daniel Gomez - guitare (1998)
- Derek Sykes - guitare (1999)
- Jardel Paisante - guitare (1999-2006)
- Ahrue Luster - guitare (2003-2019)
- Diego Verduzco - guitare (2006-2019)
- Roger Vasquez - percussions (1999-2003)
- Oscar Santiago - percussions (2013-2019)
- Marcos Leal - chant (2019-2024)

## Discographie

### Albums studio
- 2001 : Revolution Revolución
- 2003 : Confession
- 2005 : One Nation Underground
- 2008 : Enigma
- 2010 : Dead New World
- 2012 : Epidemia
- 2014 : Till Death, La Familia
- 2021 : IllMortals

### EPs
- 1998 : El Niño EP
- 2000 : Ill Niño EP
- 2006 : The Undercover Sessions

### Albumlive
- 2004 : Live from the Eye of the Storm (DVD)

### Best of
- 2007 : The Best of Ill Niño

### Singles
- 2001 : God Save Us
- 2001 : What Comes Around
- 2002 : Unreal
- 2003 : How Can I live
- 2004 : This time for Real
- 2005 : What You Deserve
- 2005 : This is War
- 2007 : The Alibi of Tyrants
- 2010 : Against the Wall
- 2011 : Bleed Like You
- 2012 : Epidemia